# چدگه
چدگه (به لاتین: Chetgah) یک منطقهٔ مسکونی در افغانستان است که در ولسوالی خواهان واقع شده‌است.